# Absolutism (alkohol)
Absolutism innebär en total avhållsamhet från alkoholhaltiga drycker, och förordas bland annat av nykterhetsrörelsen. En person som utövar absolutism kallas absolutist eller helnykterist. 
Vanliga anledningar till absolutism är av religiösa, hälso-, familje-, filosofiska, politiska eller sociala skäl, men ibland är det enbart en fråga om smak eller preferenser.